# Aérodrome de Kimberley
L'aérodrome de Kimberley (code IATA : KIM • code OACI : FAKM) est un aéroport modeste desservant Kimberley, la capitale de la province du Cap du Nord en Afrique du Sud. Il porta jusqu'en 1994 le nom de B.J Vorster Airport d'après l'ancien premier ministre John Vorster. 

## Situation
| Bloemfontein Mthatha Skukuza Richards Bay Polokwane/Pietersburg Pietermaritzburg Prétoria-Wonderboom Ulundi Upington Pilanesberg Le Cap Phalaborwa Port Elizabeth Kruger Mpumalanga Kimberley Mala Mala Durban George Plettenberg · Bay Hoedspruit Jo'bourg-Lanséria Jo'bourg-OR Tambo East London |

Carte statique des aéroports d'Afrique du Sud.Carte dynamique des aéroports d'Afrique du Sud.

## Compagnies aériennes et destinations
| Compagnies | Destinations                   |
| ---------- | ------------------------------ |
| Airlink    | Johannesbourg OR Tambo, Le Cap |
| CemAir     | Johannesbourg OR Tambo, Le Cap |

Actualisé le 21/11/2023

## Statistiques
Pour des raisons techniques, il est temporairement impossible d'afficher le graphique qui aurait dû être présenté ici.

Voir la requête brute et les sources sur Wikidata.